# Ириомотейская кошка
Ириомоте́йская ко́шка, или ириомотская кошка (лат. Prionailurus bengalensis iriomotensis), ямамая, ямапикаря (местные названия) — подвид бенгальской кошки, найденный только на Ириомоте, острове площадью 293 км², самой южной точке архипелага Рюкю, расположенном на расстоянии около 200 км к востоку от Тайваня. Долгое время считалась отдельным видом.

## Морфологические признаки
Вес от 3 до 5 кг. Окраска серо-бурая с тёмными пятнами. Когти частично втяжные.

## Образ жизни
Рацион составляют мелкие грызуны, водоплавающие птицы, крабы. Период спаривания наступает в феврале—марте и сентябре—октябре. Беременность составляет 70—80 дней, в конце апреля-мае на свет рождается 2—4 котёнка.

## Ареал
Найдена только на острове Ириомотэ, природный ландшафт которого составляют невысокие горы (300—400 м высотой), покрытые субтропическими лесами.

## Охрана
Ириомотейская кошка имеет изначально небольшую популяцию. Количество её особей составляет менее ста. Она внесена в Международную Красную книгу из-за своей малой численности и небольшого ареала.

## В массовой культуре
В Адзуманга Дайо фигурируют ириомотские кошки, которых одна из героинь по имени Осака называет «пиканями» (искажённое «ямапикаря»). Также от искажённого «ямамая», скорее всего, произошло слово «емеая» (часть старого интернет-мема про алфавитные китайские кубики).